# Ioanid Romanescu

Mormântul lui Ioanid Romanescu de la Cimitirul Eternitatea din Iași.

Ioanid Romanescu, născut Valentin Tudose (n. 4 octombrie 1937, Voinești, jud. Iași – d. 20 martie 1996, Iași) a fost un poet român. Este fiul Margaretei (născută Ivașcu) și al lui Teodor Tudose, muncitor. Își începe învățătura în satul natal și urmează la Iași Școala Normală „Vasile Lupu" (1951-1955) și Facultatea de Filologie a Universității „Al. I. Cuza" (1962-1968). Trece prin mai multe slujbe: profesor la Românești (1955-1957), profesor și director de cămin cultural la Voinești (1961-1962), corector la revista „Ateneu" (1965-1969), inspector la Casa Județeană de Creație Iași (1970-1972), redactor la revista „Convorbiri literare" (din 1972). S-a pensionat pe motive medicale în 1981.
Între anii 1955-1957, a fost învățător la școala Românești, de aici provenind și pseudonimul său literar.
A fost înmormântat la Cimitirul Eternitatea din Iași.

## Volume publicate
- Singurătatea în doi (Editura pentru Literatură, București, 1966) - prefață de Otilia Cazimir;
- Presiunea luminii (Ed. Tineretului, București, 1968);
- Aberații cromatice (Editura pentru Literatură, București, 1969);
- Poeme (Ed. Junimea, Iași, 1971);
- Favoare (Ed. Cartea Românească, București,1972);
- Baia de nori (Ed. Junimea, Iași, 1973);
- Poet al uriașilor (Ed. Eminescu, București, 1973);
- Lavă (Ed. Albatros, București, 1974);
- Paradisul (Ed. Junimea, Iași, 1975);
- Energia visului (Ed. Junimea, Iași, 1977);
- Trandafirul sălbatic (Ed. Cartea Românească, București, 1978);
- Nordul obiectelor (Ed. Junimea, Iași, 1979) - prefață de Marian Popa;
- Cele mai frumoase poezii (Ed. Albatros, București, 1985);
- Orpheus (Ed. Junimea, Iași, 1986);
- Accente (Ed. Junimea, Iași, 1981);
- Magie (Ed. Eminescu, București, 1982);
- Demonul (Ed. Cartea Românească, București, 1982) - postfață de Marian Popa (ediție selectivă în colecția „Hyperion");
- Flamingo (Ed. Junimea, Iași, 1984);
- A doua zi (Ed. Albatros, București, 1985) - prefață de Laurențiu Ulici (colecția „Cele mai frumoase poezii");
- Zamolxis (Ed. Cartea Românească, București, 1988);
- Școala de poezie (Ed. Junimea, Iași, 1989);
- Morena (Ed. Junimea, Iași, 1991);
- Dilatarea timpului (Ed. Cartea Românească, București, 1991);
- Urania (Ed. Princeps, Iași, 1992);
- Dilatarea timpului (Ed. Minerva, București, 1993) - prefață de Costin Tuchilă (ediție selectivă);
- Mississippi (Ed. Porto-Franco, Galați, 1993);
- Noul Adam (Ed. Junimea, Iași, 1994);
- Paradisul (Ed. Eminescu, București, 1996) - postfață de Ioan Holban;
- Lovitura de maestru (Ed. Timpul, Iași, 1997).

## Traduceri
- Odele Mării Egee. Poeți greci contemporani (Ed. Albatros, București, 1990) - în colaborare cu Andreas Rados.

Poetul Ioanid Romanescu a fost distins cu Premiul Asociației Scriitorilor din Iași (1972, 1977), Premiul Uniunii Scriitorilor (1981, 1995), Premiul Academiei Române (1986), Premiul Asociației Scriitorilor din Republica Moldova (1992).